# تپه دیوان بیگی ۲
تپه دیوان بیگی ۲ مربوط به عصر آهن است و در شهرستان ابهر، بخش مرکزی، دهستان دولت‌آباد، ۱۹۵۰ متری جنوب شرق روستای آغور واقع شده و این اثر در تاریخ ۲۶ دی ۱۳۸۶ با شمارهٔ ثبت ۲۰۵۰۶ به‌عنوان یکی از آثار ملی ایران به ثبت رسیده است.